# Malta en los Juegos Olímpicos de Pyeongchang 2018
Malta estuvo representada en los Juegos Olímpicos de Pyeongchang 2018 por una deportista femenina que compitió en esquí alpino.
La portadora de la bandera en la ceremonia de apertura fue la esquiadora alpina Élise Pellegrin. El equipo olímpico maltés no obtuvo ninguna medalla en estos Juegos.